# 에어버스 A220
에어버스 A220(Airbus A220)은 봄바디어 에어로스페이스, 에어버스에서 생산중인 제트기이다. 파생형은 A220-100과 A220-300이 있다.
2016년 6월 30일 스위스 글로벌 항공에 첫 A220-100이 인도되었으며, 2016년 11월 29일 에어발틱에 첫 A220-300이 인도되었다.
2017년 10월 16일 에어버스에서 C 시리즈의 지분 50.01%를 투자하기로 합의하였으며, 2018년 7월 봄바디어 C시리즈가 에어버스사에 인수됨에 따라 항공기명이 CS100/CS300에서 A220-100/A220-300로 변경되었다.

## 주문

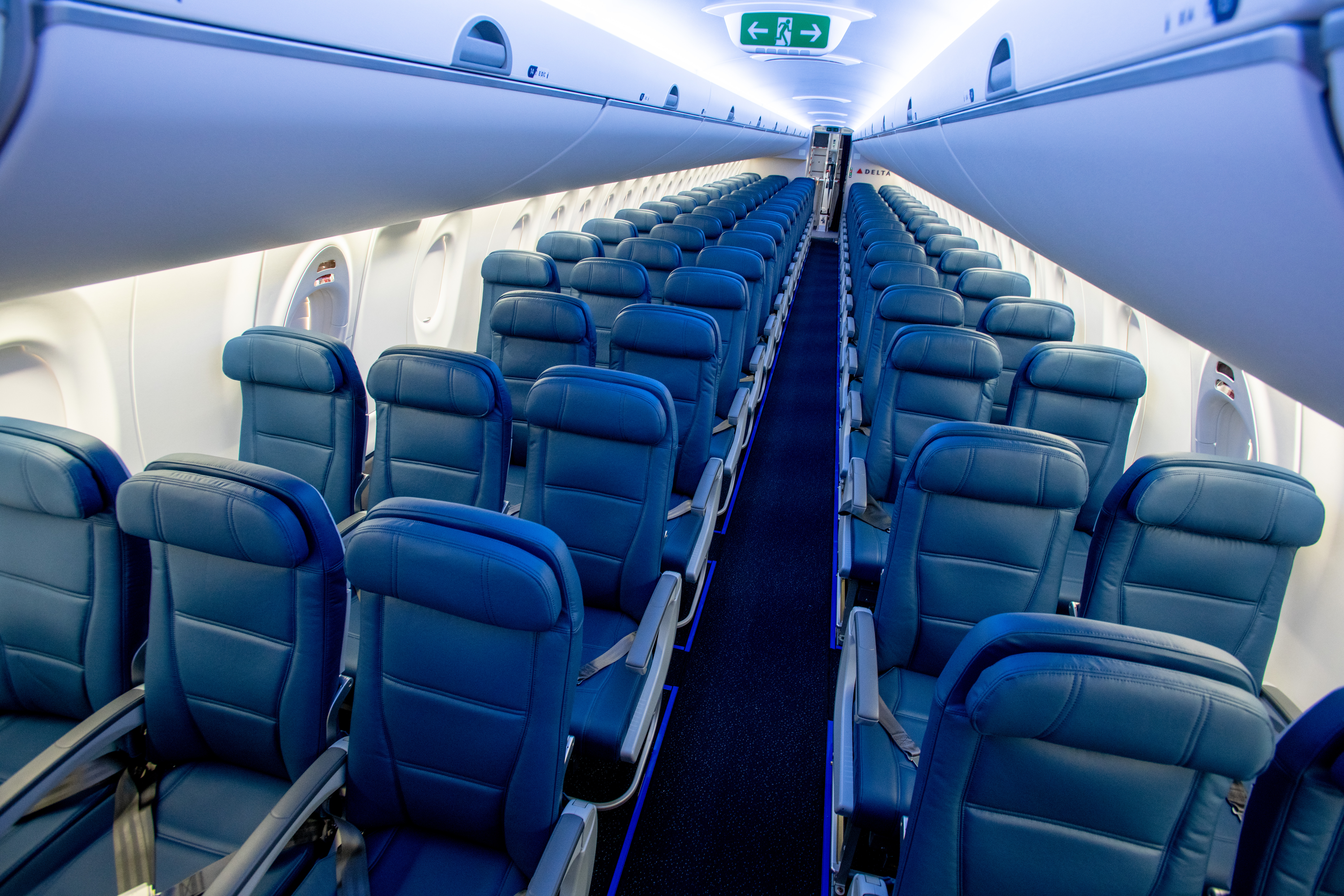
델타항공 A220의 2-3구조

## 그 외
- 좌석 배열은 보통 2-3 배열로 맥도넬더글러스 MD-80, 맥도넬더글러스 MD-90, 포커 100, 맥도넬더글러스 DC-9, 극초기형 보잉 737과 비슷하게 배치된 것으로 나와 있다.

## 같이 보기
- 항공기 목록

### 관련 개발
- 봄바디어 CRJ700/CRJ900/CRJ1000

### 경쟁 기종
- 보잉사의 보잉 737
- 보잉사의 보잉 717
- 포커사의 포커 100
- 수호이사의 수호이 슈퍼제트 100
- 엠브라에르사의 엠브라에르 E-Jets
- 코맥사의 코맥 C919